# Bourse d'Éthiopie
La Bourse d'Éthiopie (en anglais: Ethiopian Securities Exchange) (ESX) est la bourse de Éthiopie. Sa création fait partie d’une initiative plus large du gouvernement éthiopien visant à améliorer l’infrastructure financière du pays et à fournir une plate-forme aux entreprises et aux investisseurs pour s’engager dans le commerce de valeurs mobilières.   

## Histoire
Le concept de bourse en Éthiopie n'est pas entièrement nouveau. En 1960, l'Éthiopie a lancé son activité de bourse en établissant un cadre institutionnel et en inaugurant un département de bourse au sein de la Banque d'État d'Éthiopie. Face à la croissance du marché boursier, le Groupe de négociation d'actions a été créé en 1965. Ce groupe était composé de six institutions qui négociaient des actions entre elles par appel d'offres ouvert. Cette initiative a positionné l'Éthiopie parmi un groupe restreint de pays africains dotés d'un marché boursier complet. Cependant, cette première tentative de création d'un marché boursier a été interrompue en 1974 lorsque de grandes entreprises et institutions financières ont été nationalisées et placées sous le contrôle de l'État.  
La création d'une bourse en Éthiopie était prévue depuis plusieurs années. Le gouvernement éthiopien s'efforce de concrétiser ce projet depuis 2019. En 2023, le pays a annoncé le lancement prochain de sa toute première bourse.
Le 7 avril 2024, le groupe NGX a confirmé un investissement dans la Bourse éthiopienne. Il a également confirmé être l'un des principaux investisseurs institutionnels du marché boursier.
Le 10 janvier 2025, l'ESX a été lancé, avec Wegagen Bank comme première société cotée. Son directeur général, Tilahun Kassahun, prévoyait que 90 entreprises l'intégreraient d'ici 10 ans.